# Kukinia
Kukinia (deutsch Alt Quetzin) ist ein Dorf in der Woiwodschaft Westpommern in Polen. Es gehört zu der Gmina Ustronie Morskie (Landgemeinde Henkenhagen) im Powiat Kołobrzeski (Kolberger Kreis).

## Geographische Lage
Das Dorf liegt in Hinterpommern, etwa 115 Kilometer nordöstlich von Stettin und gut 10 Kilometer östlich von Kołobrzeg (Kolberg). Die Ostseeküste mit dem Ostseebad Ustronie Morskie (Henkenhagen) liegt etwa fünf  Kilometer nördlich des Dorfes. Die nächsten Nachbarorte sind im Norden Kukinka (Neu Quetzin), im Osten Rusowo (Rützow), im Südosten Gąskowo (Ganzkow) und im Südwesten Stojkowo (Stöckow).

## Geschichte
Das Dorf wurde erstmals in zwei Urkunden aus den Jahren 1212/1213 genannt, als der pommersche Herzog Bogislaw II. das Dorf dem im Jahre 1173 gestifteten Kloster Kolbatz schenkte. In diesen Urkunden erschien das Dorf mit dem Ortsnamen Cuchina. Es tauchte in den folgenden Jahren in Besitzbestätigungen und anderen Urkunden für das Kloster Kolbatz auf, so im Jahre 1236 mit dem Ortsnamen Cutsinow in einer Urkunde des Bischofs Konrad III. von Cammin, im Jahre 1237 in einer Urkunde des Papstes Gregor IX., im Jahre 1240 mit dem Ortsnamen Cutzhinoue in einer Urkunde des Herzogs Barnim I. und im Jahre 1242 in einer Urkunde der Brandenburger Markgrafen Johann I. und Otto III.
Im 14. Jahrhundert wurde das Dorf schrittweise durch das Jungfrauenkloster in Kolberg von Angehörigen der adligen Familie Damitz erworben. Da in den entsprechenden Urkunden zugleich geregelt war, dass das Jungfrauenkloster in Kolberg bestimmte Abgaben an das Kloster Kolbatz übernehmen sollte, dürfte das bedeuten, dass das Kloster Kolbatz sein Dorf Quetzin, das weit entfernt von den übrigen Klosterbesitzungen lag, als Lehen an die Familie Damitz ausgegeben hatte, und dass das Jungfrauenkloster Kolberg durch den Erwerb in die Stellung als Lehensnehmer eintrat.
Nach der Reformation kam das Dorf Quetzin im Rahmen der Säkularisation des Klosterbesitzes an den Landesherrn und wurde als Teil des Amtes Kolberg verwaltet.
In Ludwig Wilhelm Brüggemanns Ausführlicher Beschreibung des gegenwärtigen Zustandes des Königlich-Preußischen Herzogtums Vor- und Hinterpommern (1784) ist Quetzin als eines von sieben Dörfern des Amtes Kolberg genannt. Damals gab es hier einen Freischulzen, zehn Bauernstellen, einen Predigercolonus (Bauern, der Kirchenland bestellte), zwei Kossäten und fünf Büdner, insgesamt 28 Haushaltungen („Feuerstellen“). Die Bauern und Kossäten mussten für das Amtsvorwerk in Stöckow Dienste leisten.
Im Rahmen der Separation um die Mitte des 19. Jahrhunderts wurde dem preußischen Staat ein Waldgebiet im Norden der Gemarkung Quetzin zugeteilt. Der preußische Staat ließ den Wald roden und legte dort im Jahre 1840 ein neues Dorf an, das den Namen Neu Quetzin erhielt und eine eigene Landgemeinde bildete. Das bisherige Quetzin, mit nunmehr verkleinertem Gemeindegebiet, erhielt zur Unterscheidung den Namen Alt Quetzin.
Im Jahre 1928 wurden die Landgemeinden Neu Quetzin und Alt Quetzin zu der neuen Landgemeinde Quetzin zusammengelegt. Bis 1945 bildete Alt Quetzin einen Wohnplatz der Gemeinde Quetzin und gehörte mit dieser zum Kreis Kolberg-Körlin der preußischen Provinz Pommern.
1945 kam Alt Quetzin, wie ganz Hinterpommern, an Polen. Der Ort erhielt den polnischen Ortsnamen „Kukinia“.

## Entwicklung der Einwohnerzahlen
- 1816: 200 Einwohner[9]
- 1855: 450 Einwohner[9]
- 1871: 484 Einwohner[9]
- 1885: 452 Einwohner[9]
- 1905: 427 Einwohner[9]
- 1919: 380 Einwohner[9]
- 1933: 447 Einwohner[9] (Landgemeinde Quetzin mit Alt Quetzin, Neu Quetzin und Bocksberg)
- 1939: 430 Einwohner[9] (Landgemeinde Quetzin mit Alt Quetzin, Neu Quetzin und Bocksberg)